# Alouette d'Assam
Plocealauda assamica
Espèce
Répartition géographique
Statut de conservation UICN

 LC  : Préoccupation mineure
L'Alouette d'Assam (Plocealauda assamica) est une espèce de passereau qui, comme toutes les alouettes, appartient à la famille des Alaudidae.
Elle était jadis considérée comme sous-espèce de l'Alouette du Siam (qui incluait d'autres espèces du genre Plocealauda).

## Description
Cette espèce mesure 16 cm.

## Répartition
Son aire s'étend à traver le nord de l'Asie du Sud et l'Ouest de la Birmanie. Elle vit dans les prairies ouvertes et dans les champs, généralement avec quelques arbres et buissons dispersés.

## Alimentation
Cet oiseau consomme des graines et des invertébrés. Son régime alimentaire est assez méconnu.